# Floralia (vereniging)

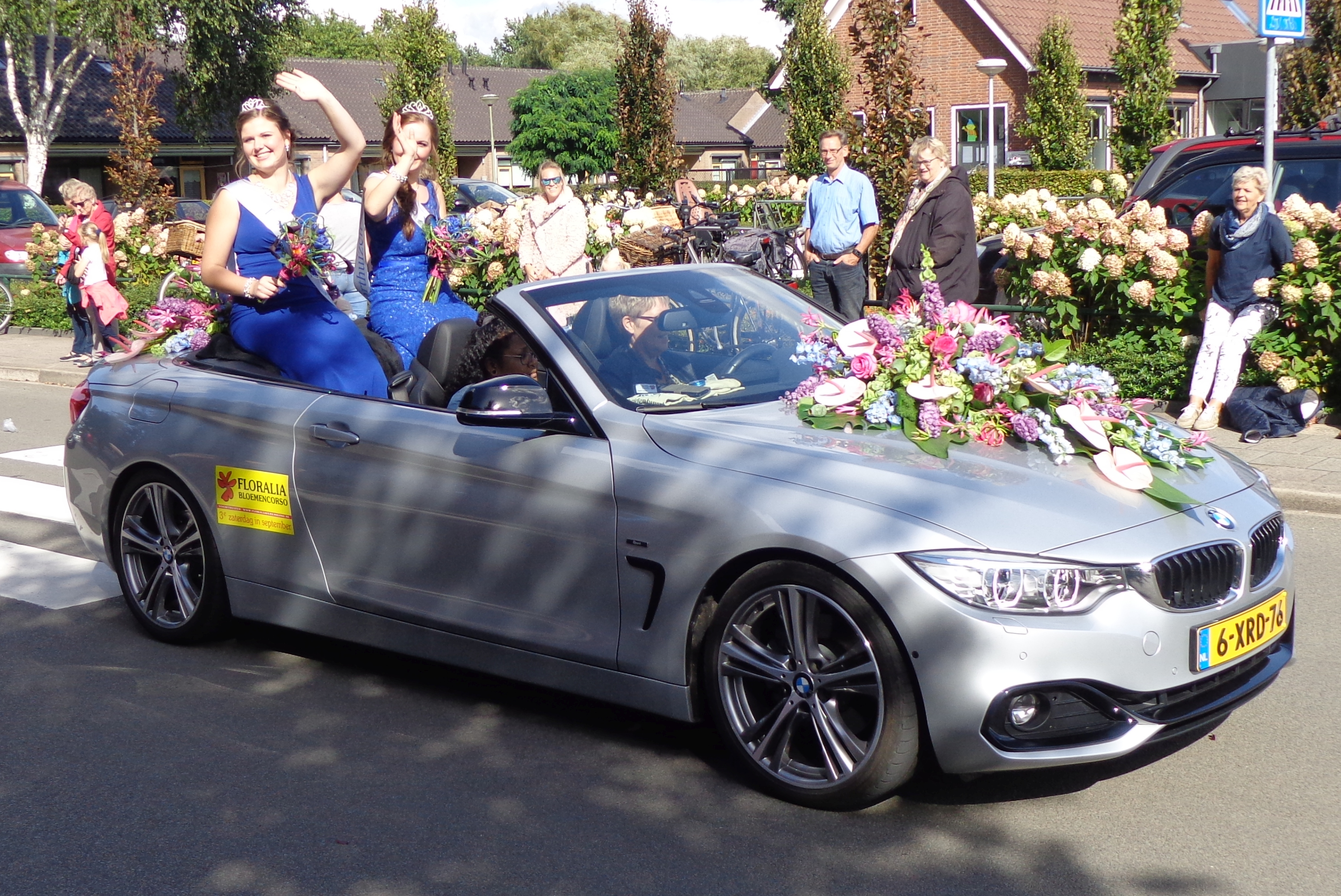
Bloemencorso Floralia van de gelijknamige vereniging te Voorthuizen 15-9-2018, met de Hoogheden Bloemenkoninginnen Flora de 34ste en Florina de 34ste.

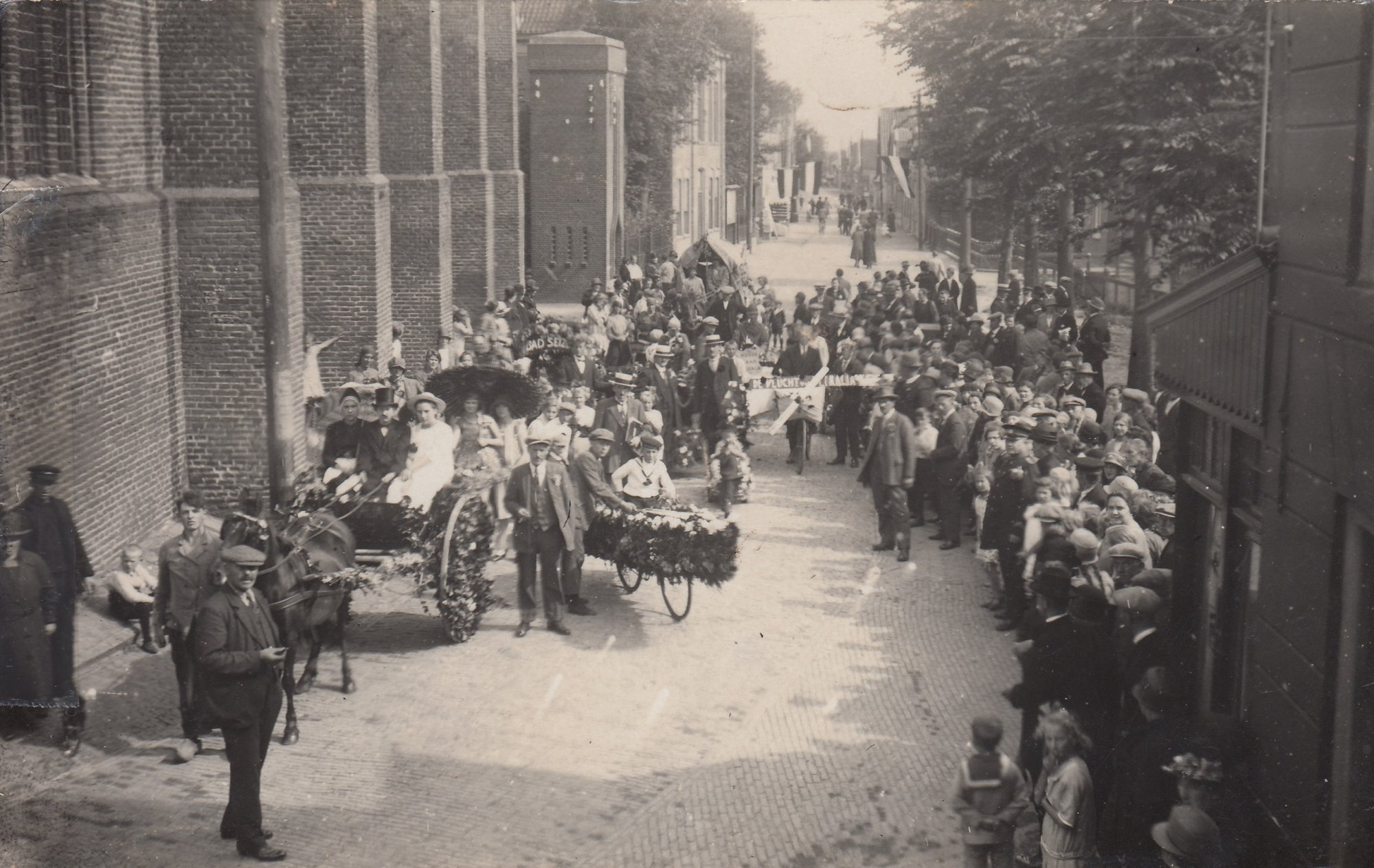
Versierde karren en fietsen tijdens de Floralia in Schermerhorn, waarschijnlijk jaren 1930.

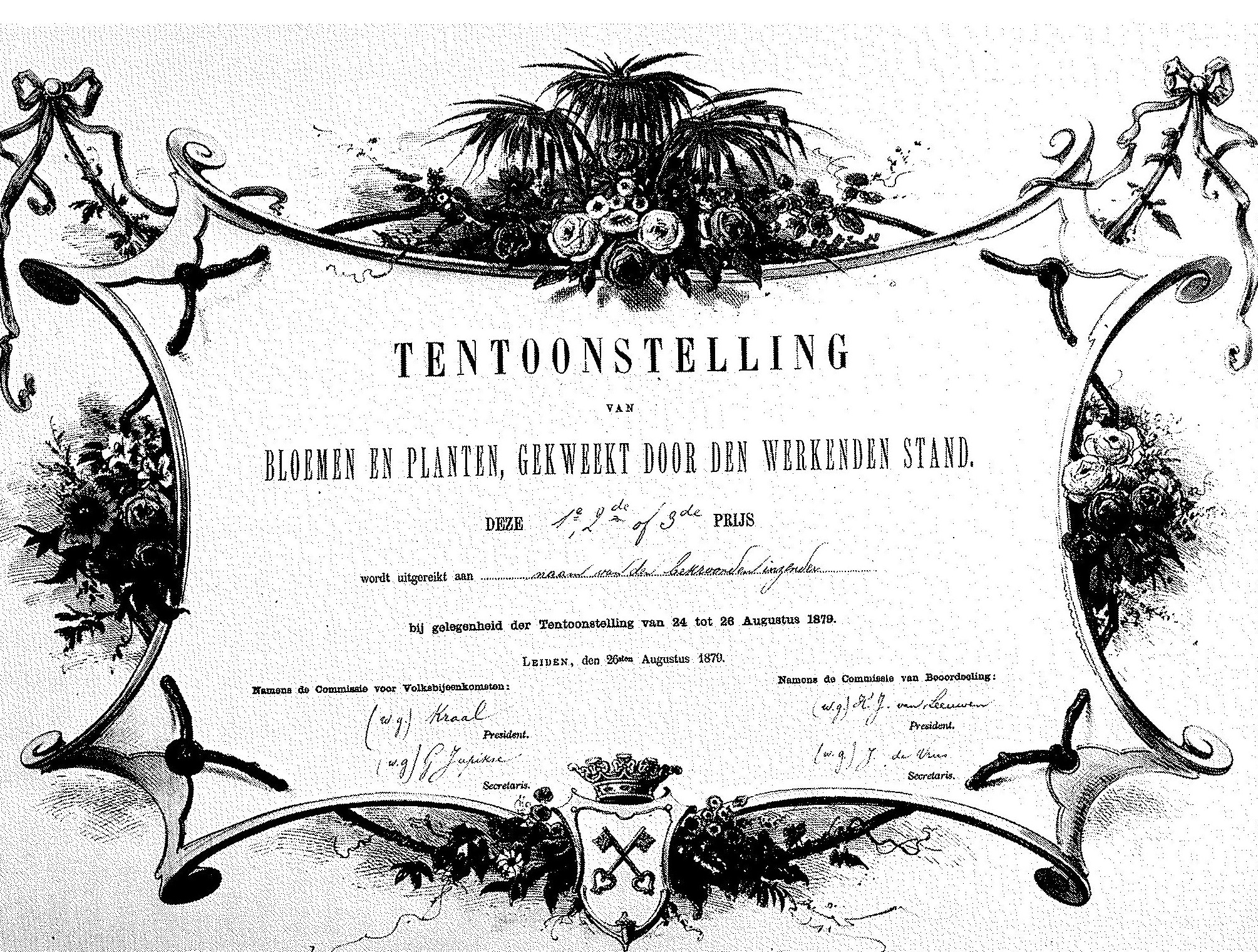
Getuigschrift van de Floralia tentoonstelling, Leiden, 24 - 26 augustus 1879.

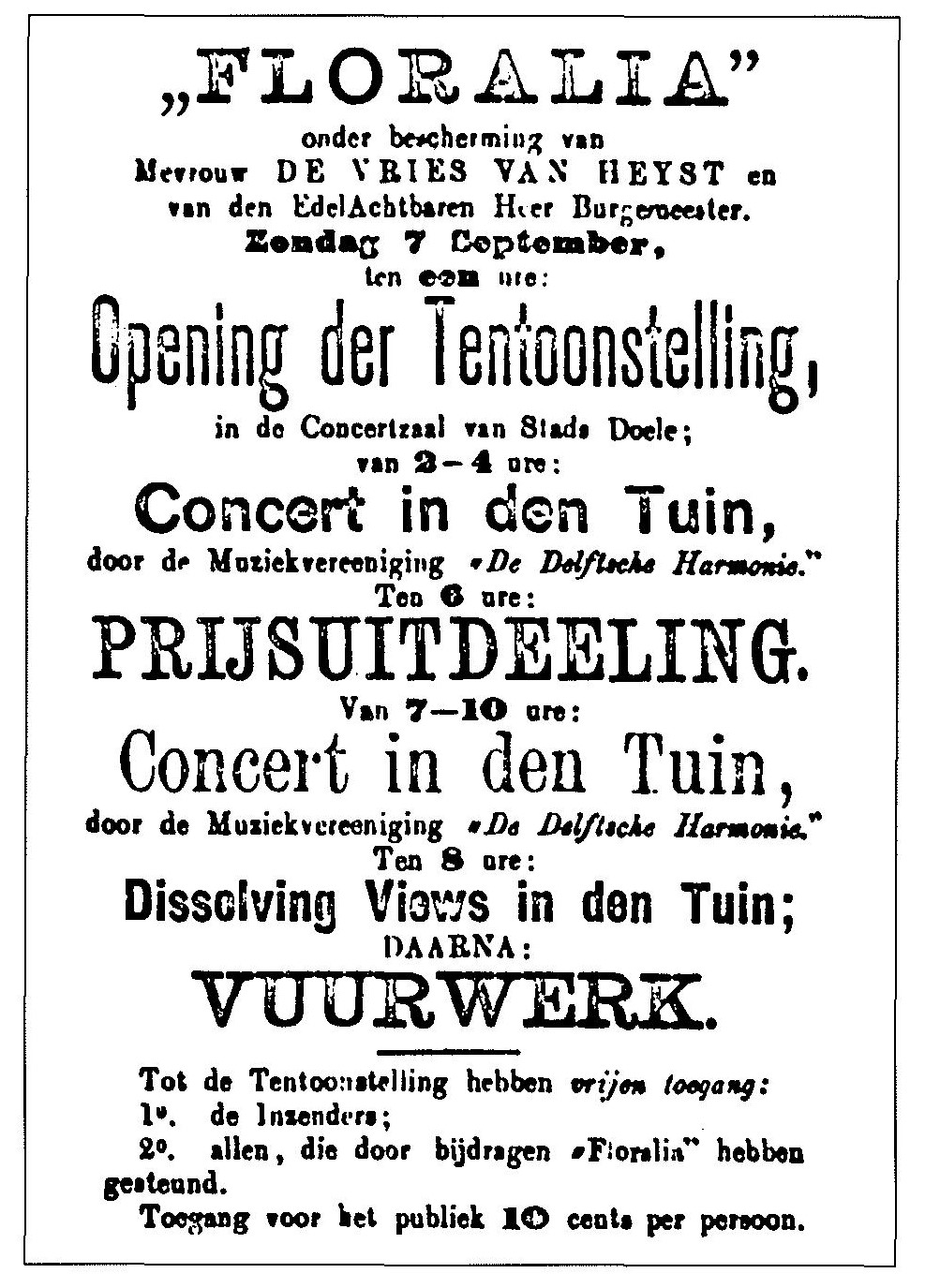
Aankondiging van de Floralia tentoonstelling in Delft. Delftsche Courant 9 september 1879

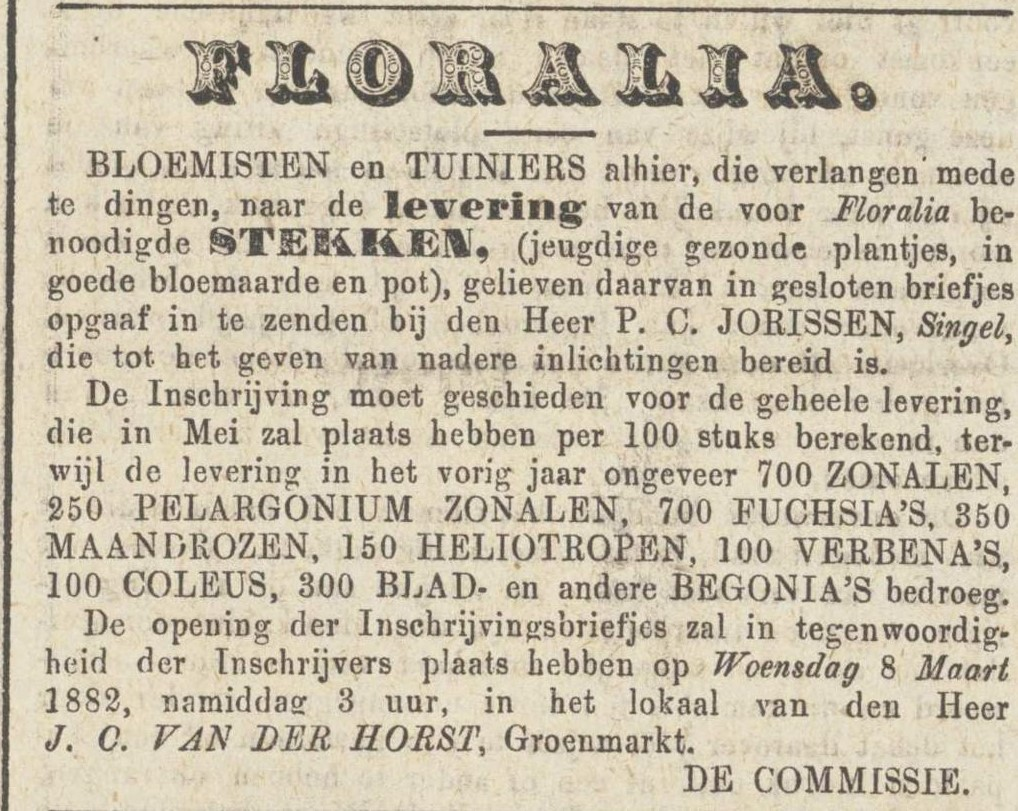
Aanbesteding voor bloemisten en tuinders ter levering van planten voor de Floralia in Dordrecht, Dordtse Courant 26 februari 1882. Het gaat om zonalen (?), fuchsia's, pelargonium zonale (geranium), maandrozen, heliotropen, verbena's, coleus, blad- en andere begonia's.

Floralia heten de plaatselijke verenigingen, die in Nederland vanaf 1873 het houden en verzorgen van kamerplanten bevorderden, oorspronkelijk voor de arbeidende klasse. De naam komt van de Romeinse bloemenfeesten ter ere van Flora, de godin van bloemen en planten. In de besturen zaten destijds notabelen als dominees, advocaten, artsen en kunstenaars, zoals Bas Veth in Dordrecht. De oorspronkelijke opzet maakte deel uit van een negentiende-eeuws beschavingsoffensief, om arbeiders op te voeden tot zorgzame burgers, in dit geval door de verzorging van kamerplanten. De Floralia organiseerden wedstrijden en bloemententoonstellingen in september. Deze tentoonstellingen werden ook Floralia, Floralie of De Floor genoemd. In Voorthuizen bestaat een vereniging Floralia met een jaarlijks gelijknamig bloemencorso op de derde zaterdag in september met bloemenkoninginnen.

## Geschiedenis
Een van de oorsprongen van de Nederlandse Floraliaverenigingen was een initiatief in Zwolle van bloemist R. Wind, die in 1871 1300 pakjes bloemzaden uitdeelde aan enkele honderden minvermogenden. Een adellijke dame, de douairière Backer, betaalde. Als verdere stimulans werd gevraagd het resultaat te tonen op een tentoonstelling met prijzen, die in samenwerking met de gemeente Zwolle gehouden werd in de manege. 
Maar een initiatief in Amsterdam in 1872 leidde pas tot landelijke navolging. In september 1872 vergaderen daar afgevaardigden van de Vereeniging tot veredeling van het volksvermaak en van de Tuinbouw-Maatschappij Linnaeus over een tentoonstelling van planten "gekweekt door den ambachtsman" te houden in 1873. 325 inzenders kwamen met 1450 planten en er waren 6000 bezoekers en "volks-vermaaklijkheden" voor de kinderen van de inzenders. 
Na afloop van de tentoonstelling werd de commissie ontbonden, maar men vormde een vereniging, die op voorstel van dominee Marie Adrien Perk, de vader van de dichter Jacques Perk, de naam kreeg: Floralia. Vereeniging tot volksontwikkeling door het kweeken van planten. Het gelijknamige Romeinse liederlijke feest was een lentefeest geweest, maar de moderne tentoonstellingen waren voorzien voor de herfst en uiterst fatsoenlijk. De Amsterdamse oprichting werd landelijk gevolgd door tientallen soortgelijke verenigingen.
In een jaarverslag van de Amsterdamse vereniging Floralia werd het doel in 1881 als volgt verwoord:
De Bloemengodin had haar huisaltaar tot nu toe schier alleen in de woningen der aanzienlijken. Voor den derden en vierden stand was ze nagenoeg een vreemdelinge. En toch, daar moet bovenal haar vereering een aantal van heugelijke gevolgen hebben .... Bloemen in 't woonvertrek van den werkman.
Soms werden de tentoonstellingen gecombineerd met de viering van de verjaardag van prinses Wilhelmina op 31 augustus. In 1876 bezocht koningin Emma de Floralia-tentoonstelling in Den Haag. De Floralia worden in verband gebracht met de viering van Koninginnedag door de opkomende Oranjebeweging. Koningin Emma en prinses Sophie van Oranje-Nassau waren beschermvrouwen van Floralia.

## Campagnes
De jaarlijkse campagnes van Floralia-verenigingen bestonden uit drie stappen. Eerst kon men stekjes aanvragen bij de vereniging om ze in mei/juni af te halen tegen verlaagde prijzen. Eventueel kon het bestuur van een vereniging bij deelnemers thuis komen kijken hoe het de planten verging. In de tweede helft van augustus of september volgde een tentoonstelling met wedstrijd, die vaak meerdaags was inclusief een zondag. Soms opende de plaatselijke burgemeester de tentoonstelling en werd er muziek gemaakt. Inzendingen buiten mededinging waren welkom ter opluistering. Een onpartijdige jury koos de winnaars die prijzen uitreikten als getuigschriften, medailles of gedenkpenningen, geld (fl 0,25 tot fl 10,00 op een spaarbankboekje) of voorwerpen als medailles. Een lijst van bekroonden haalde vaak de plaatselijke krant. Soms kregen alle deelnemers een gratis lot van een tombola.

## Zusterverenigingen
Door het hele land behalve in Limburg waren er zelfstandige verenigingen - sommige bestaan nog steeds - onder meer in
- Drenthe (3 afdelingen): Assen, Meppel, Vledder
- Friesland (10+): Akkrum, Drachten, Grouw, Harlingen, Heerenveen, Irnsum, Joure, Langezwaag, Sneek, Winsum, Workum
- Gelderland (14):  Aalten, Apeldoorn, Arnhem, Bennekom (sinds rond 1921?), Culemborg, Doesburg, Doetinchem, Neede, Nijkerk, Nijmegen, Oosterbeek, Tiel, Velp, Voorthuizen (sinds 1933, nu gemeente Barneveld), Wageningen, Winterswijk
- Groningen (5): Appingedam, Groningen, Noordhorn (of Zuidhorn?), Veendam, Wildervank
- Noord-Brabant (4+): Bergen op Zoom, Breda, Eindhoven, 's Hertogenbosch, Zundert?
- Noord-Holland (31, onder meer): Alkmaar, Amsterdam (opgericht in 1873), Bussum, Den Helder, Diemen, Edam, Enkhuizen, Haarlem, Heerhugowaard, Hilversum, Hoorn, Ilpendam, Kortenhoef (sinds 1907), Krommenie, Landsmeer, Naarden, Purmerend, Schermerhorn, Venhuizen, Wijdenes, Zaandam
- Overijssel (7): Almelo, Deventer, Enschede, Hasselt, Kampen, Vollenhove, Zwolle
- Utrecht (5): Maarssen, Rhenen, Utrecht, Vianen, Veenendaal
- Zeeland (11): Domburg, Goes, Kortgene, Middelburg, Sluis, Stavenisse, Tholen, Vlissingen, IJzendijke, Zuiddorpe?, Zierikzee
- Zuid-Holland (16): Alblasserdam?, Den Haag, Delft, Dordrecht, Gouda, Gorinchem, Haastrecht, Hillegom, Leiden, Rotterdam, Sassenheim, Schiedam, Schoonhoven, Vlaardingen, Voorburg, Werkendam

## Vernoemd
- Floralia Park met monument in de wijk Oosterheide, Oosterhout
- Floralialaan, lanen in Peize en Bussum

### Geschiedenis
- historamarond1900.nl Anne-Claire Verham: Floralia-verenigingen in de 19de eeuw. Beschaving door kamerplant in Nederland. Geraadpleegd 1 maart 2020.
- natuurtijdschriften.nl John Helsloot: De wortels van Floralia, Het Peperhuis nr 10, maart 2005[dode link]. Geraadpleegd 1 maart 2020.

### Recent
- corsozundert.nl De Corso Zundert, opgericht in 1936, komt voort een uit Floralia Vereniging of niet?. Geraadpleegd 2 maart 2020.
- afdeling.groei.nl Groei & Bloei Afdeling Enschede-Losser Fotoalbums 2018 Floralia Borne Donderdag 23 augustus 2018: avondexcursie naar Borne[dode link]. Geraadpleegd 1 maart 2020.
- floorschermerhorn.nl Floor Schermerhorn (tweede weekend van september). Geraadpleegd 1 maart 2020.
- floralia-bennekom.nl Floralia-Bennekom Vereniging. Met onder meer tuinkeuringen en prijzen, en Bloemblad, het 3-maandelijkse orgaan van de vereniging. Geraadpleegd 2 maart 2020.
- Geblokkeerd door spamfilter: jouwweb.nl floralia.jouwweb.nl Floralia Kortenhoef?. Sinds 1907. Geraadpleegd 2 maart 2020.
- floralia-nieuweniedorp.nl Floralia Nieuwe Niedorp 19-20 september (2020) met dahliamozaïeken in Nieuwe Niedorp. Tevens Dahlia Days, een popfestival door jongeren sinds 2016. Geraadpleegd 4 maart 2020.
- floraliavereniging.nl Floralia Vereniging Voorthuizen. Geraadpleegd 2 maart 2020.

## Galerij

### Historisch

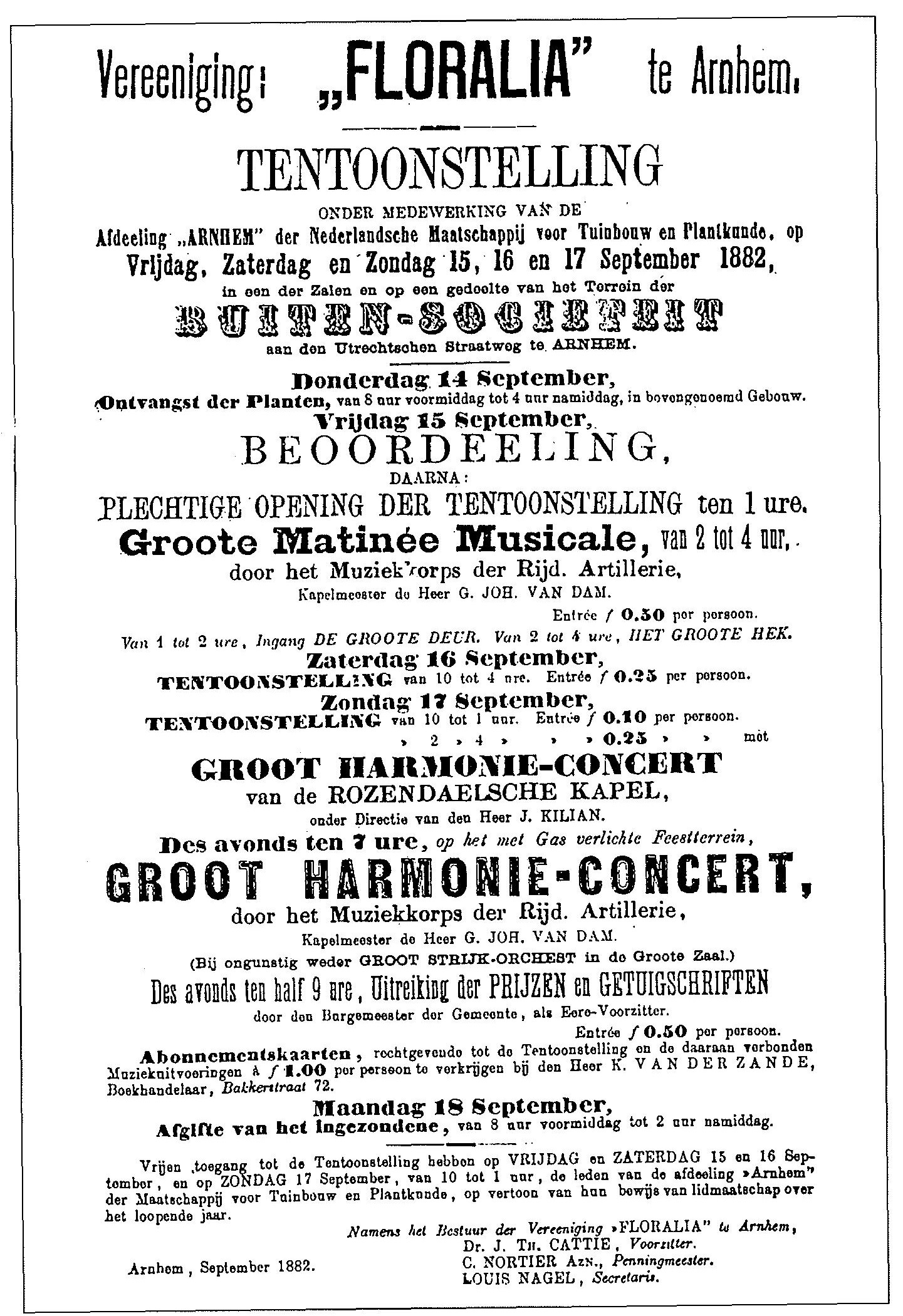
Aankondiging van de Floralia tentoonstelling, Arnhem, 15-17 september 1882
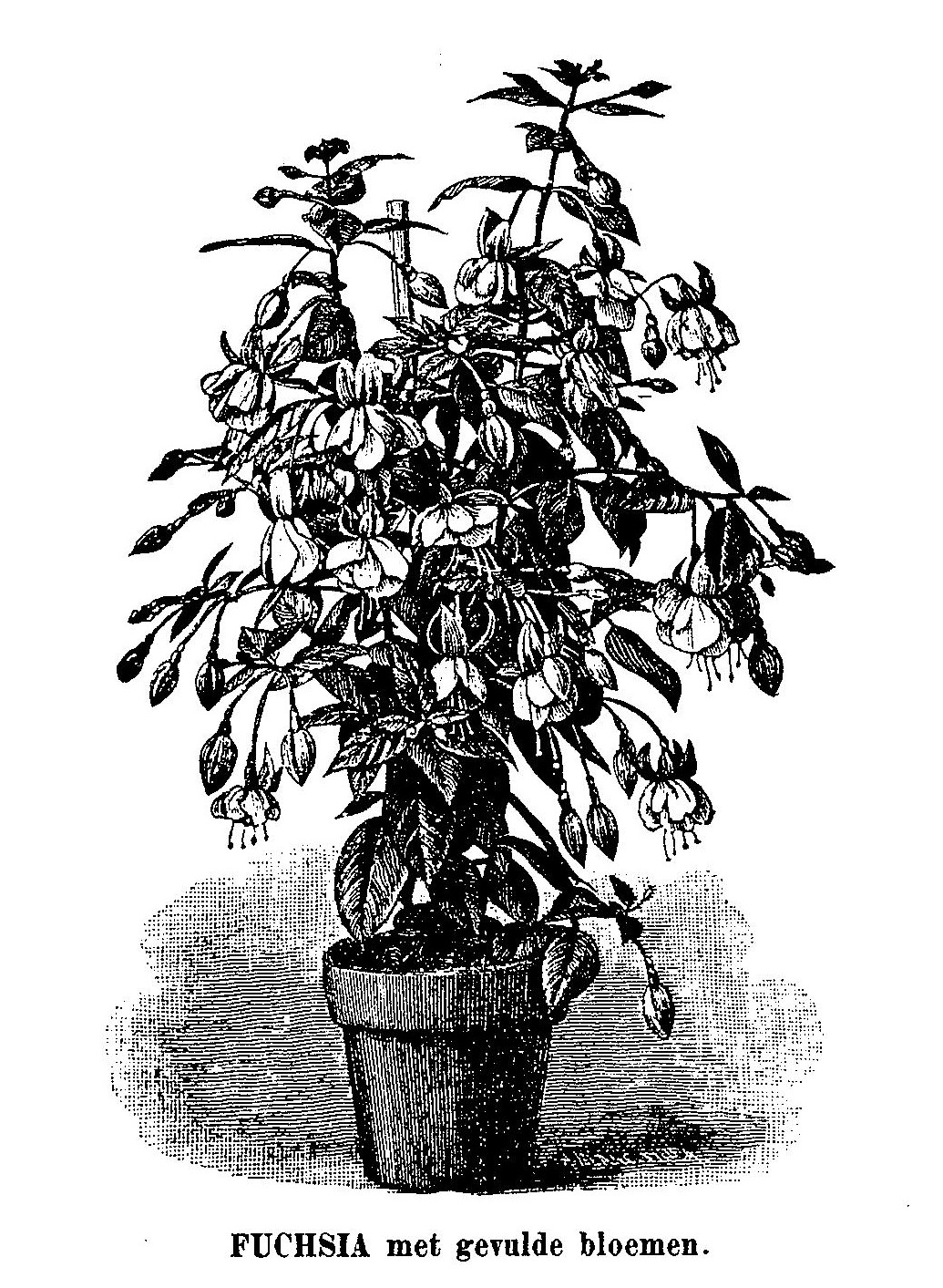
Fuchsia met gevulde bloemen, negentiende eeuw. Uit Helsloot 1990.
Penningen voor het tienjarig bestaan Vereniging "Floralia" (1873-1883) in Amsterdam, Amsterdam Museum
Gedenkpenning voor het tienjarig bestaan van de vereniging Floralia (1873-1883) in Amsterdam, Amsterdam Museum.
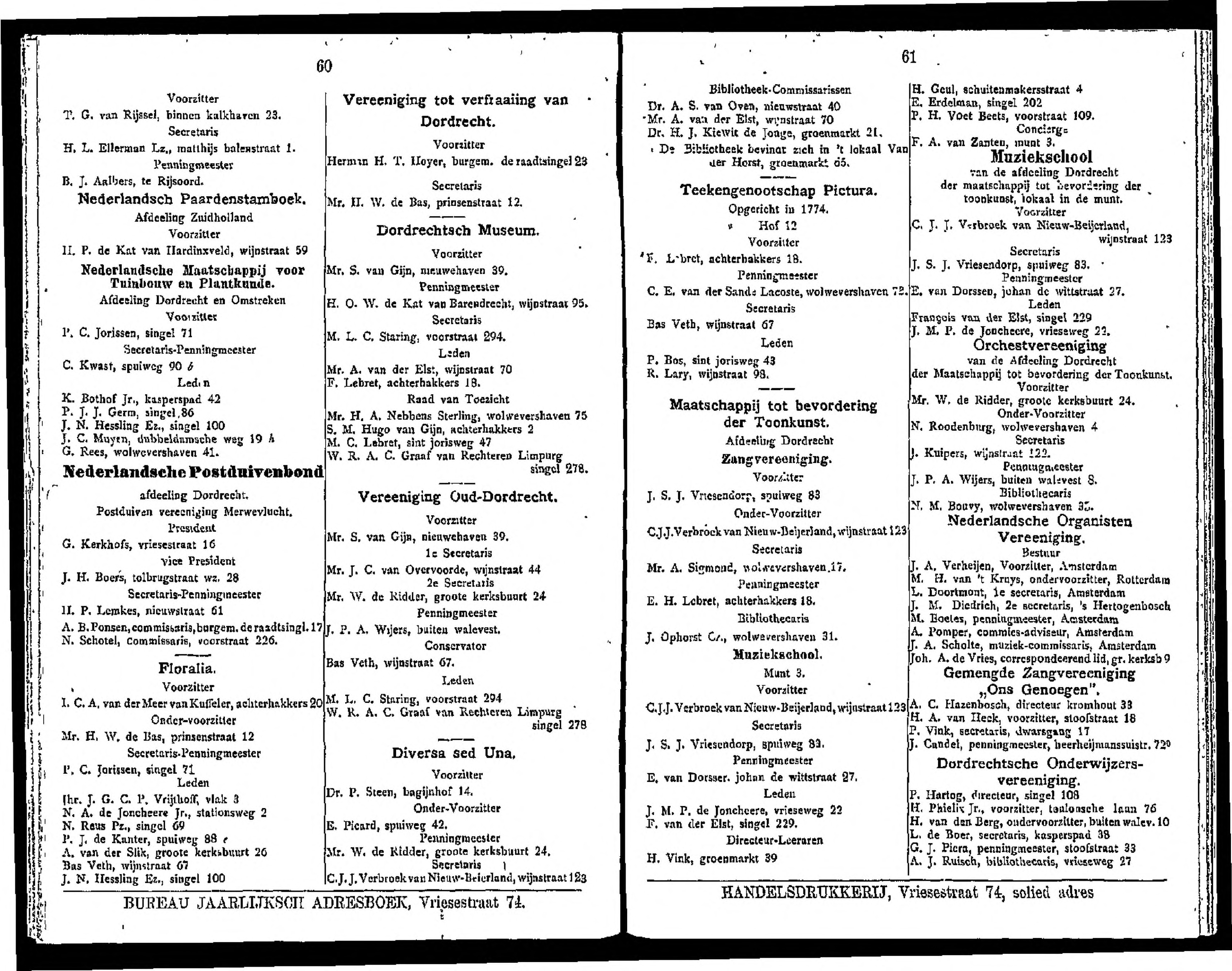
Het bestuur van de Floralia in Dordrecht, voorzitter L.C.A. van der Meer van Kuffeler, Jaarlijksch Adresboek Dordrecht der Gemeente Dordrecht 1894-1895.

### Recent

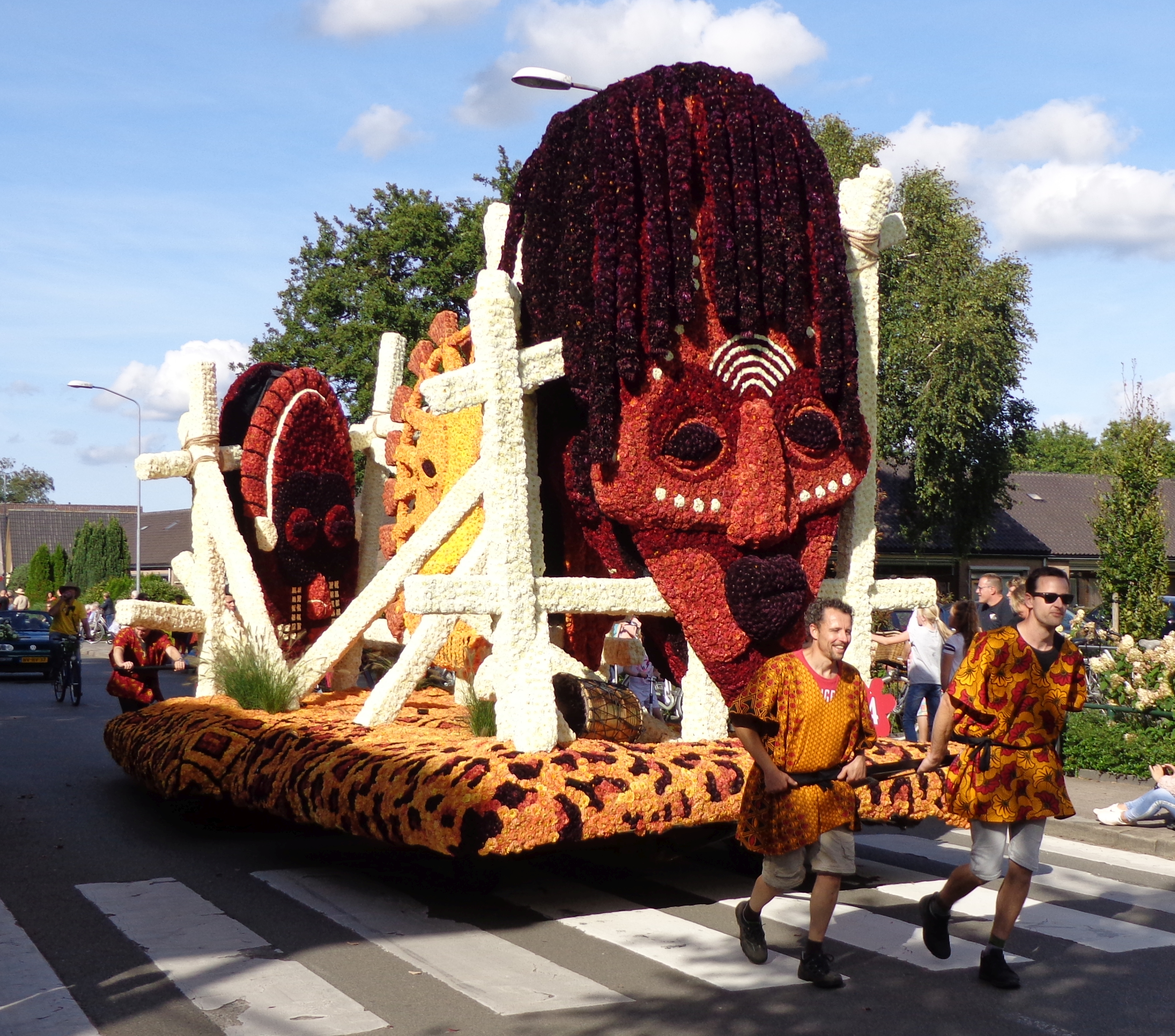
Bloemencorso Floralia te Voorthuizen, 2018